# Фёдоровка (Старосалтовская поселковая община)
Фёдоровка (укр. Федорівка) — село,
Шестаковский сельский совет,
Волчанский район,
Харьковская область.
Код КОАТУУ — 6321689202. Население по переписи 2019 года составляет 216 (107/109 м/ж) человек.

## Географическое положение
Село Фёдоровка находится на левом берегу реки Большая Бабка на восточном склоне Бабчанского яра, в месте впадения в него яра Малинового; в 2-х км от села Украинка, ниже по течению в 2-х км расположено село Песчаное (Чугуевского района), а также несколько массивов садоводческих товариществ. Фёдоровку пересекает автомобильная дорога Т-2104.

## История
- 1675 — дата основания села Непокрытое. Дата основания Фёдоровки — ?
- В середине 19 века на картах Шуберта показаны хутор Аргуновский[2] (позднее Панфиловка) на левом (восточном) берегу Б. Бабки с северной стороны тракта Харьков-Старый Салтов, и хутора Федоровские тоже на левом берегу реки, с южной стороны данной дороги; на Федоровских хуторах были две ветряные мельницы.[1]
- В 1920-х годах в Панфиловке был образован колхоз "Октябрьский",[7] названный в честь ВОСР.
- В 1940 году, перед ВОВ, в Фёдоровке были 46 дворов,[8] в Октябрьском (Панфиловке) было 60 дворов и ветряная мельница.
- Сёла Октябрьский (б. Панфиловка) и Фёдоровка, находившиеся на линии фронта с марта по июнь 1942, сильно пострадали в результате боевых действий с конца октября 1941 по начало августа 1943 года. Они много раз переходили из рук в руки, особенно с 13 марта по 8 июня 1942 года.[9]
- После ВОВ Панфиловка, расположенная севернее (выше по течению), вошла в состав Фёдоровки, находящейся южнее (ниже по течению Большой Бабки).

## Экономика
- В селе есть молочно-товарная ферма. На данный момент находится в разрушенном состоянии.
- Продуктовый магазин (закрыт).

## Известные люди
- Вязигин Андрей Сергеевич — учёный-историк, профессор Харьковского университета, депутат III Государственной думы, родился в 1867 году на хуторе Фёдоровка Волчанского уезда Харьковской губернии.
- Н. К. Былина (1921—1976) — генерал-майор Вооружённых сил СССР.